# Édouard Therriault
Édouard Therriault (Lorraine, 16 febbraio 2003) è uno sciatore freestyle canadese, specializzato in slopestyle e big air.

## Biografia
Originario di Lorraine e attivo a livello internazionale dal marzo 2018, Édouard Therriault ha debuttato in Coppa del Mondo il 16 marzo 2019, giungendo 25º in big air a Québec. Ha partecipato ai Campionati mondiali di freestyle di Aspen 2021, vincendo la medaglia d'argento nel big air, chiudendo alle spalle dello svedese Oliwer Magnusson. Il 16 gennaio 2022 ha ottenuto il suo primo podio nel massimo circuito, classificandosi al 3º nello slopestyle di Font-Romeu vinto dallo svizzero Andri Ragettli.
In carriera ha preso parte a un'edizione dei Giochi olimpici invernali e a una dei Campionati mondiali di freestyle.

## Palmarès

### Mondiali
- 1 medaglia:
  - 1 argento (big air ad Aspen 2021)

### Coppa del Mondo
- Miglior piazzamento in classifica generale: 23º nel 2022
- Miglior piazzamento nella Coppa del Mondo di big air: 9º nel 2021
- Miglior piazzamento nella Coppa del Mondo di slopestyle: 13º nel 2022
- 2 podi:
  - 1 secondo posto
  - 1 terzo posto